# Sheryl Lee Ralph
Sheryl Lee Ralph (Waterbury, Connecticut, 30 de diciembre de 1956) es una actriz, cantante y activista estadounidense. Más conocida por su papel de Deidra "Dee" Mitchell en el sitcom Moesha (1996-2001).

## Vida personal
Ralph nació en Waterbury, Connecticut, hija de Ivy, una diseñadora de moda, y Stanley Ralph, un profesor de universidad. Su padre era afroamericano y su madre afro-jamaiquina. De acuerdo con un análisis de ADN, desciende en parte de personas Tikar de Camerún. Se crio entre Mandeville, Jamaica, y Long Island. Asistió a la Uniondale High School en Uniondale (Nueva York)

## Carrera
Comenzó su carrera en el teatro, y fue nominada en 1982 para un Premio Tony a la mejor actriz en un musical
En noviembre de 2014, Ralph apareció en la serie de televisión Nicky, Ricky, Dicky & Dawn

## Filmografía
- A Piece of the Action (1977)
- Oliver y su pandilla (1988) (voz)
- The Mighty Quinn (1989)
- Su distinguida señoría (1992)
- Cambio de Hábito 2: Más locura en el convento (1993)
- Los Picapiedra (1994)
- White Man's Burden (1995)
- Lover's Knot (1996)
- Bogus (1996)
- Jamaica Beat (1997)
- Unconditional Love (1999)
- Personals (1999)
- Deterrence (1999)
- Lost in the Pershing Point Hotel (2000)
- Baby of the Family (2002)
- Frankie D (2007)
- The Cost of Heaven (2010)
- Blessed and Cursed (2010)
- Christmas in Compton (2012)
- He Knows My Heart (Short) (2012)
- JD Lawrence's Community Service (TV Mini-Series) (2013)
- Smash (serie de televisión) (2013)
- 2 Broke Girls (serie de televisión) (2014)
- One Love (serie de televisión) (2014)
- Ray Donovan (serie de televisión) (2013 - 2014)
- Un papá en apuros (serie de televisión) (2014)
- Nicky, Ricky, Dicky & Dawn (serie de televisión) (2014)
- Instant Mom (serie de televisión) (2013 - 2015)
- Criminal Minds- Hayden Montgomery (serie de televisión)(2016)
- Step Sisters (2018)
- Abbott Elementary (serie de televisión) (2021 - presente)
- Motherland Fort Salem (2020 - presente)
- The Young Wife (2023)[1]